# Фердинанд IV Габсбург
Фердинанд IV (нем. Ferdinand IV; 8 сентября 1633, Вена — 9 июля 1654, Вена) — Римский король с 1653 года, номинальный король Чехии c 1646 года и Венгрии с 1647 года. Сын императора Фердинанда III и его первой супруги Марии Анны, урождённой принцессы Испанской.

## Биография

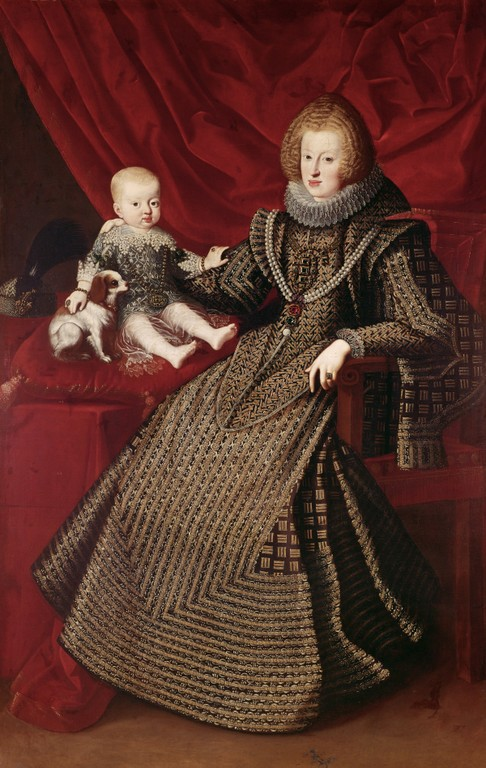
Фердинанд с матерью, императрицей Марией Анной

Эрцгерцог Франц Фердинанд был старшим сыном в семье императора Фердинанда III и Марии Анны Испанской. Имел двух сестёр и трёх братьев (выжил только эрцгерцог Леопольд). По матери — внук испанского короля Филиппа III и Маргариты, урождённой эрцгерцогини Австрийской.
В 1646 году в возрасте 13 лет избран королём Чехии, но фактически не правил.
В следующем году избран королём Венгрии, коронация состоялась 16 июня в Братиславе.
Большим политическим успехом императора Фердинанда III стало избрание старшего сына римским королём, состоявшееся 31 мая 1654 года. Фердинанд IV был коронован в Регенсбурге 18 июня того же года. Однако 20-летний юноша заразился оспой и умер 9 июля 1654 года в Вене. Похоронен в семейной усыпальнице Габсбургов.
Император тяжело переживал смерть старшего сына, которая имела и серьёзные политические последствия. Добиться избрания Леопольда, младшего брата скончавшегося Фердинанда IV, римским королём смогли лишь в 1658 году. Но к тому времени в 1657 году скончался и сам император Фердинанд III.
Планировался брак между Фердинандом IV и испанской принцессой Марией Терезией, старшей дочерью Филиппа IV, который не состоялся из-за смерти принца. Мария-Терезия позднее стала супругой своего кузена короля Франции Людовика XIV.